# بيني سيدرفلد دي سيمونسين
بيني صوفي كارولين أندريا سيدرفلد دي سيمونسين (بالدنماركية: Benny Cederfeld de Simonsen)‏ (اسم ما قبل الزواج: تريسكو. 1865–1952) كانت ناشطة سلام دنماركية. كانت عضوة نشيطة في «سلسلة سلام الدنماركيات» (بالدنماركية: Danske Kvinders Fredskæde)، وهي الفرع الدنماركيّ للرابطة النسائية الدولية للسلام والحرية (بالدنماركية: Kvindernes Internationale Liga for Fred og Frihed). من 1931 إلى 1939 كانت نائبة رئيسة المنظمة. ومن 1926 إلى 1937 كانت مشارِكة نشيطة في مؤتمرات الرابطة، وعضوًا في لجنتها الدولية للنظر في حقوق الأقليات.

## حداثتها ودراستها
وُلدت بيني صوفي كارولين أندريا تريسكو في 2 أكتوبر 1865 في براهسبُرغ، وهي عِزبة قرب أسينس على جزيرة فين. كان أبوها هو كارل أدولف غوته تريسكو (1839–1924)، وكان صاحب أملاك، وأمها هي صوفي مارغريت إليزابيث رانتساو (1844–1911). نشأت في أسرة نبيلة شهيرة، وعلَّمها منزليًّا مدرِّسون خصوصيون أجانب، فأتقنت الفرنسية والإنجليزية والألمانية. وفي 1892 تزوجت هانز كريستيان فريدريك فيلهلم سيدرفلد دي سيمونسين (1866–1938)، وكان أيضًا غنيًّا صاحب أملاك في فين. ثم انتقلت إلى عِزبته إيرهُلم.

## دورها ناشطةً للسلام
بعد صدمة أعمال العنف التي كانت في الحرب العالمية الأولى، انضمت في 1916 إلى مؤسسة «سلسلة سلام الدنماركيات»، وصارت رئيسة فرع فين في 1919. وفي 1925 شاركت في لقاء «جمعية السلام الدنماركية» السنوي، وتصدت لنقد الجمعية للرابطة النسائية الدولية للسلام والحرية. تأسست جمعية السلام الدنماركية في 1882 على يد فريدريك باير، وعَدَّت «الرابطة النسائية الدولية للسلام والحرية» مؤسسة منافِسة، وكانت ترى وجوب دخول كل منظمات السلام الدنماركية تحت لوائها هي. لكنها بيني أصرت هي وكلارا تيبيرج وهنرييت بينفيلد على أن الأنفع هو وجود مؤسستين دنماركيتين تنشدان السلام معًا، لأن بوسعهما هكذا نشر التأثير أكثر وأكثر.
كانت بيني خصوصًا فعالة في تكثير أعضاء فرع الرابطة في فين، فجعلتها أكبر مؤسسة محلية باشتراك 4,000 عضو. في مارس 1940، قبلما تحتل ألمانيا الدنمارك، ساعدت بيني على تكوين حلقة وصل بين المجلس القومي الدنماركيّ للمرأة وجمعية اليهوديات الدنماركيّة، فساعدت على جلب 320 طفلًا يهوديًّا من أوروبا الوسطى إلى الدنمارك، لرعايتهم في الديار الدنماركية.
استمر اهتمامها بالسلام بقية حياتها، حتى توفيت في 16 يناير 1952.